# Muhammad I al-Rashid
Muhàmmad (I) ar-Raixid (àrab: أبو عبد الله محمد الرشيد باي, Abū ʿAbd Allāh Muḥammad ar-Raxīd Bāy) (Tunis, 1710 - 12 de febrer de 1759) fou bei de Tunísia de la dinastia dels beis husaynites de Tunísia, fill gran d'al-Hussayn (I) ibn Alí. La seva mare era genovesa.
El 8 de setembre de 1725 va arribar a la majoria d'edat legal i fou declarat hereu, amb títol de bay al-Mahal·la que va rebre el 1726, en perjudici de l'anterior hereu designat, el seu cosí Ali I. En ser enderrocat el seu pare el 1735 va dominar Sussa (1736 a 1739), i va acabar fugint a Algèria. L'agost de 1756 va obtenir el suport dels algerians (un exèrcit manat pel bei de Constantina) i va iniciar una revolta que el va portar a Tunis on va entrar el 2 de setembre de 1756. L'exèrcit algerià va saquejar la ciutat però a l'hora del repartiment del botí el bey algerià i al-Rashid es van enfrontar; els algerians van assetjar a al-Rashid a la ciutadella del Bardo, mentre el seu germà Ali (futur Ali II) va fugir a Sfax per reclutar un exèrcit. D'acord amb els algerians la milícia local turca es va apoderar de la kasbah i va instaurar un govern revolucionari que va fer regnat el terror durant unes setmanes. El cap d'aquest govern va decidir finalment atacar el Bardo on Muhammad al-Rashid es considerava el bei legítim; llavors va arribar Ali amb les tropes reclutades a Sfax, que va combatre a les indisciplinades tropes turques i algerianes amb èxit; els revolucionaris foren expulsats i els algerians es van retirar a canvi d'un pagament en diners, una indemnització de guerra i un tribut anual (dos carregaments d'oli d'oliva).
Muhammad va regnar en endavant ben auxiliat pel seu germà que era l'home fort del govern i hereu designat (des del 3 de setembre de 1756).
Muhammad va morir al palau del Bardo el 12 de febrer de 1759 deixant dos fills, Mahmud Pasha o Mahmud ibn Muhammad (bey 1814-1824) i Ismail Bey, que fou declarat hereu el 1815 pel seu germà però va morir el 3 de novembre de 1816 (el seu únic fill havia mort infant) 
El va succeir el seu germà Ali II ibn Husayn.